# بوعاطي محمود
بوعاتي أهم البلديات بدائرة هيليوبوليس ولاية قالمة الجزائرية. تقع في الطريق الرابط بين قالمة وسكيكدة.